# Prima Divisione Sicilia 1948-1949
La Prima Divisione fu il massimo campionato regionale di calcio disputato in Sicilia nella stagione 1948-1949.

## Girone A

### Squadre partecipanti
| Club                         | Città (provincia) | Stagione precedente |
| ---------------------------- | ----------------- | ------------------- |
| U.S. Agrigento (B = riserve) | Agrigento         |                     |
| Favara                       | Favara (AG)       |                     |
| Leonessa                     | ?                 |                     |
| Pol. Licata (B = riserve)    | Licata (AG)       |                     |
| Messana                      | ?                 |                     |
| U.S. Nissena (B = riserve)   | Caltanissetta     |                     |
| Racalmuto                    | Racalmuto (AG)    |                     |
| Riesina                      | Riesi (CL)        |                     |

#### Classifica
|  | Pos. | Squadra        | Pt | G  | V  | N | P | GF | GS | DR  |
|  | ---- | -------------- | -- | -- | -- | - | - | -- | -- | --- |
|  | 1.   | Agrigento B    | 23 | 14 | 11 | 1 | 2 | 45 | 13 | +32 |
|  | 2.   | Racalmuto      | 17 | 14 | 8  | 1 | 5 | 40 | 22 | +18 |
|  | 3.   | Favara         | 16 | 14 | 8  | 0 | 6 | 23 | 24 | -1  |
|  | 3.   | Riesina        | 16 | 14 | 7  | 2 | 5 | 38 | 18 | +20 |
|  | 5.   | Messana        | 12 | 14 | 6  | 0 | 8 | 21 | 34 | -13 |
|  | 6.   | Leonessa       | 11 | 14 | 5  | 1 | 8 | 14 | 36 | -22 |
|  | 7.   | Licata B       | 8  | 14 | 3  | 2 | 9 | 21 | 36 | -15 |
|  | 8.   | Nissena B (-2) | 7  | 14 | 4  | 1 | 9 | 15 | 34 | -19 |

Legenda:
      Ammesso alle finali regionali.
      Retrocesso in Seconda Divisione 1949-1950.
Regolamento:
Due punti a vittoria, uno a pareggio, zero a sconfitta.
Pari merito in caso di pari punti.
Spareggio per squadre a pari punti in zona promozione e retrocessione.
Note:
Nissena B ha scontato 2 punti di penalizzazione in classifica per due rinunce.

## Girone B

### Squadre partecipanti
| Club             | Città (provincia)      | Stagione precedente |
| ---------------- | ---------------------- | ------------------- |
| Archia Siracusa  | Siracusa               |                     |
| Arsenale Augusta | Augusta (SR)           |                     |
| A.S. Canicattini | Canicattini Bagni (SR) |                     |
| A.S. Floridia    | Floridia (SR)          |                     |
| S.S. Gela        | Gela (CL)              |                     |
| A.C. Palazzolo   | Palazzolo Acreide (SR) |                     |
| A.P. Vizzini     | Vizzini (CT)           |                     |

#### Classifica
|  | Pos. | Squadra          | Pt | G  | V | N | P  | GF | GS | DR  |
|  | ---- | ---------------- | -- | -- | - | - | -- | -- | -- | --- |
|  | 1.   | Archia Siracusa  | 20 | 12 | 8 | 4 | 0  | 35 | 7  | +28 |
|  | 2.   | Vizzini          | 19 | 12 | 9 | 1 | 2  | 37 | 7  | +30 |
|  | 3.   | Arsenale Augusta | 16 | 12 | 7 | 2 | 3  | 18 | 10 | +8  |
|  | 4.   | Gela             | 12 | 12 | 6 | 0 | 6  | 17 | 23 | -6  |
|  | 5.   | Canicattini (-2) | 5  | 12 | 3 | 1 | 8  | 12 | 27 | -15 |
|  | 6.   | Palazzolo        | 0  | 12 | 0 | 0 | 12 | 2  | 32 | -30 |
|  | 7.   | Floridia (-2)    | -2 | 12 | 0 | 0 | 12 | 3  | 38 | -35 |

Legenda:
      Ammesso alle finali regionali.
      Retrocesso in Seconda Divisione 1949-1950.
Regolamento:
Due punti a vittoria, uno a pareggio, zero a sconfitta.
Pari merito in caso di pari punti.
Spareggio per squadre a pari punti in zona promozione e retrocessione.
Note:
Canicattini e Floridia hanno scontato 2 punti di penalizzazione in classifica per due rinunce.
Le partite Acre-Gela, Acre-Floridia, Canicattini-Acre, Floridia-Acre e Floridia-Canicattini sono state date perse ad entrambe le squadre.

## Girone C

### Squadre partecipanti
| Club                            | Città (provincia)          | Stagione precedente |
| ------------------------------- | -------------------------- | ------------------- |
| A.S. Acireale (B = riserve)     | Acireale (CT)              |                     |
| Fulgor                          | ?                          |                     |
| S.S. La Goliardica              | Carlentini (SR)            |                     |
| Mascalucia                      | Mascalucia (CT)            |                     |
| San Gregorio                    | ?                          |                     |
| Vin Santo San Giovanni La Punta | San Giovanni la Punta (CT) |                     |
| TOF                             | ?                          |                     |

#### Classifica
|  | Pos. | Squadra                       | Pt | G  | V | N | P  | GF | GS | DR  |
|  | ---- | ----------------------------- | -- | -- | - | - | -- | -- | -- | --- |
|  | 1.   | Vin Santo S.Giovanni La Punta | 20 | 12 | 9 | 2 | 1  | 28 | 8  | +20 |
|  | 2.   | Fulgor                        | 17 | 12 | 7 | 3 | 2  | 19 | 9  | +10 |
|  | 3.   | Acireale B (-1)               | 13 | 12 | 7 | 0 | 5  | 23 | 18 | +5  |
|  | 4.   | San Gregorio                  | 12 | 12 | 4 | 4 | 4  | 18 | 12 | +6  |
|  | 5.   | La Goliardica                 | 10 | 12 | 5 | 0 | 7  | 9  | 24 | -15 |
|  | 6.   | Mascalucia                    | 6  | 12 | 3 | 0 | 9  | 7  | 20 | -13 |
|  | 7.   | TOF                           | 1  | 12 | 0 | 1 | 11 | 1  | 22 | -21 |

Legenda:
      Ammesso alle finali regionali.
      Retrocesso in Seconda Divisione 1949-1950.
Regolamento:
Due punti a vittoria, uno a pareggio, zero a sconfitta.
Pari merito in caso di pari punti.
Spareggio per squadre a pari punti in zona promozione e retrocessione.
Note:
Acireale B ha scontato 1 punto di penalizzazione in classifica per una rinuncia.
Le gare Mascalucia-TOF e TOF-La Goliardica sono state date perse ad entrambe le squadre.

## Girone D

### Squadre partecipanti
| Club                           | Città (provincia)         | Stagione precedente |
| ------------------------------ | ------------------------- | ------------------- |
| Ciccio Ispoto                  | Santa Lucia del Mela (ME) |                     |
| U.S. Juve Pattese              | Patti (ME)                |                     |
| S.S. Milazzo                   | Milazzo (ME)              |                     |
| Naxos                          | Giardini-Naxos (ME)       |                     |
| Nicosia                        | Nicosia (EN)              |                     |
| Pol. Riposto                   | Riposto (ME)              |                     |
| U.S. Spadaforese (B = riserve) | Spadafora (CT)            |                     |
| A.S. Taormina                  | Taormina (ME)             |                     |

#### Classifica
|  | Pos. | Squadra            | Pt | G  | V  | N | P  | GF | GS | DR  |
|  | ---- | ------------------ | -- | -- | -- | - | -- | -- | -- | --- |
|  | 1.   | Taormina           | 26 | 14 | 13 | 0 | 1  | 46 | 13 | +33 |
|  | 2.   | Milazzo            | 20 | 14 | 9  | 2 | 3  | 25 | 14 | +11 |
|  | 3.   | Naxos              | 17 | 14 | 8  | 1 | 5  | 41 | 20 | +21 |
|  | 4.   | Nicosia            | 13 | 14 | 6  | 1 | 7  | 17 | 20 | -3  |
|  | 5.   | Spadaforese B (-2) | 10 | 14 | 5  | 2 | 7  | 20 | 33 | -13 |
|  | 6.   | Juve Pattese (-1)  | 8  | 14 | 4  | 1 | 9  | 13 | 34 | -21 |
|  | 7.   | Ciccio Ispoto (-1) | 7  | 14 | 3  | 2 | 9  | 15 | 27 | -12 |
|  | 8.   | Riposto (-1)       | 4  | 14 | 2  | 1 | 11 | 13 | 33 | -20 |

Legenda:
      Ammesso alle finali regionali.
      Retrocesso in Seconda Divisione 1949-1950.
Regolamento:
Due punti a vittoria, uno a pareggio, zero a sconfitta.
Pari merito in caso di pari punti.
Spareggio per squadre a pari punti in zona promozione e retrocessione.
Note:
Juve Pattese, Ciccio Ispoto e Riposto hanno scontato 1 punto di penalizzazione in classifica per una rinuncia.
Spadaforese B ha scontato 2 punti di penalizzazione in classifica per due rinunce.
La gara Ciccio Ispoto-Riposto  è stata data persa ad entrambe le squadre.

## Girone E

### Squadre partecipanti
| Club        | Città (provincia)     | Stagione precedente |
| ----------- | --------------------- | ------------------- |
| A.S. Alcamo | Alcamo (TP)           |                     |
| Carini      | Carini (PA)           |                     |
| U.S. Mazara | Mazara del Vallo (TP) |                     |
| Partanna    | Partanna (TP)         |                     |
| Partinico   | Partinico (PA)        |                     |
| San Lorenzo | ?                     |                     |

#### Classifica
|  | Pos. | Squadra     | Pt | G  | V | N | P | GF | GS | DR  |
|  | ---- | ----------- | -- | -- | - | - | - | -- | -- | --- |
|  | 1.   | Carini      | 18 | 10 | 9 | 0 | 1 | 21 | 8  | +13 |
|  | 2.   | Mazara      | 15 | 10 | 7 | 1 | 2 | 21 | 6  | +15 |
|  | 3.   | Partanna    | 10 | 10 | 5 | 0 | 5 | 10 | 16 | -6  |
|  | 4.   | Partinico   | 7  | 10 | 3 | 1 | 6 | 10 | 15 | -5  |
|  | 5.   | San Lorenzo | 6  | 10 | 3 | 0 | 7 | 8  | 15 | -7  |
|  | 6.   | Alcamo      | 2  | 10 | 1 | 0 | 9 | 7  | 21 | -14 |

Legenda:
      Ammesso alle finali regionali.
      Retrocesso in Seconda Divisione 1949-1950.
Regolamento:
Due punti a vittoria, uno a pareggio, zero a sconfitta.
Pari merito in caso di pari punti.
Spareggio per squadre a pari punti in zona promozione e retrocessione.
Note:
La gara Alcamo-Carini è stata data persa ad entrambe le squadre.
Alcamo retrocesso in Seconda Divisione per inadempienze finanziarie.

## Fase finale

### Girone finale A

#### Classifica finale
|  | Pos. | Squadra          | Pt | G | V | N | P | GF | GS | DR  |
|  | ---- | ---------------- | -- | - | - | - | - | -- | -- | --- |
|  | 1.   | Giardini-Naxos   | 12 | 8 | 5 | 2 | 1 | 14 | 5  | +9  |
|  | 2.   | Taormina         | 11 | 8 | 5 | 1 | 2 | 15 | 9  | +6  |
|  | 3.   | Vizzini          | 10 | 8 | 4 | 2 | 2 | 22 | 12 | +10 |
|  | 4.   | Fulgor           | 6  | 8 | 2 | 2 | 4 | 12 | 17 | -5  |
|  | 5.   | Arsenale Augusta | 1  | 8 | 0 | 1 | 7 | 5  | 25 | -20 |

Legenda:
      Promosso in Promozione 1949-1950.
Regolamento:
Due punti a vittoria, uno a pareggio, zero a sconfitta.
Pari merito in caso di pari punti.

### Girone finale B

#### Classifica finale
|  | Pos. | Squadra | Pt | G | V | N | P | GF | GS | DR  |
|  | ---- | ------- | -- | - | - | - | - | -- | -- | --- |
|  | 1.   | Mazara  | 12 | 6 | 6 | 0 | 0 | 14 | 3  | +11 |
|  | 2.   | Milazzo | 6  | 6 | 3 | 0 | 3 | 13 | 11 | +2  |
|  | 3.   | Alcamo  | 3  | 6 | 1 | 1 | 4 | 2  | 10 | -8  |
|  | 4.   | Riesina | 3  | 6 | 1 | 1 | 4 | 7  | 12 | -5  |

Legenda:
      Promosso in Promozione 1949-1950.
Regolamento:
Due punti a vittoria, uno a pareggio, zero a sconfitta.
Pari merito in caso di pari punti.